# Кріс Терьєн
Кріс Терьєн (англ. Chris Therien, нар. 14 грудня 1971, Оттава) — канадський хокеїст, що грав на позиції захисника. Грав за збірну команду Канади.
Провів понад 800 матчів у Національній хокейній лізі. 

## Ігрова кар'єра
Хокейну кар'єру розпочав 1988 року.
1990 року був обраний на драфті НХЛ під 47-м загальним номером командою «Філадельфія Флаєрс». 
Протягом професійної клубної ігрової кар'єри, що тривала 13 років, захищав кольори команд «Філадельфія Флаєрс» та «Даллас Старс».
29 січня 2000 року, під час гри, його кидок сильно травмував нападника клубу «Квебек Цитаделс» — Трента Макклірі. Шайба пошкодила йому гортань.
Загалом провів 868 матчів у НХЛ, включаючи 104 гри плей-оф Кубка Стенлі.
Виступав за збірну Канади.

## Статистика

### Клубні виступи
| Сезон        | Клуб                              | Ліга         | Регулярний сезон | Регулярний сезон | Регулярний сезон | Регулярний сезон | Регулярний сезон | Плей-оф | Плей-оф | Плей-оф | Плей-оф | Плей-оф |
| Сезон        | Клуб                              | Ліга         | І                | Г                | П                | О                | ШХ               | І       | Г       | П       | О       | ШХ      |
| ------------ | --------------------------------- | ------------ | ---------------- | ---------------- | ---------------- | ---------------- | ---------------- | ------- | ------- | ------- | ------- | ------- |
| 1988–89      | «Оттава Сенаторс (молодіжна)»     | ХЛЦКМ        | 8                | 3                | 1                | 4                | 22               | —       | —       | —       | —       | —       |
| 1989–90      | «Оттава Сенаторс (молодіжна)»     | ХЛЦКМ        | 3                | 0                | 2                | 2                | 2                | —       | —       | —       | —       | —       |
| 1989–90      | «Нортвуд Скул»                    | HS-NY        | 31               | 35               | 37               | 72               | 54               | —       | —       | —       | —       | —       |
| 1990–91      | «Провіденс Фрайрс»                | СХА          | 36               | 4                | 18               | 22               | 36               | —       | —       | —       | —       | —       |
| 1991–92      | «Провіденс Фрайрс»                | СХА          | 36               | 16               | 25               | 41               | 38               | —       | —       | —       | —       | —       |
| 1992–93      | «Провіденс Фрайрс»                | СХА          | 33               | 8                | 11               | 19               | 52               | —       | —       | —       | —       | —       |
| 1992–93      | «Збірна Канади з хокею із шайбою» | —            | 8                | 1                | 4                | 5                | 8                | —       | —       | —       | —       | —       |
| 1993–94      | «Збірна Канади з хокею із шайбою» | —            | 59               | 7                | 15               | 22               | 46               | —       | —       | —       | —       | —       |
| 1993–94      | «Герші Берс»                      | АХЛ          | 6                | 0                | 0                | 0                | 2                | —       | —       | —       | —       | —       |
| 1994–95      | «Герші Берс»                      | АХЛ          | 34               | 3                | 13               | 16               | 37               | —       | —       | —       | —       | —       |
| 1994–95      | «Філадельфія Флаєрс»              | НХЛ          | 48               | 3                | 10               | 13               | 38               | 15      | 0       | 0       | 0       | 10      |
| 1995–96      | «Філадельфія Флаєрс»              | НХЛ          | 82               | 6                | 17               | 23               | 89               | 12      | 0       | 0       | 0       | 18      |
| 1996–97      | «Філадельфія Флаєрс»              | НХЛ          | 71               | 2                | 22               | 24               | 64               | 19      | 1       | 6       | 7       | 6       |
| 1997–98      | «Філадельфія Флаєрс»              | НХЛ          | 78               | 3                | 16               | 19               | 80               | 5       | 0       | 1       | 1       | 4       |
| 1998–99      | «Філадельфія Флаєрс»              | НХЛ          | 74               | 3                | 15               | 18               | 48               | 6       | 0       | 0       | 0       | 6       |
| 1999–00      | «Філадельфія Флаєрс»              | НХЛ          | 80               | 4                | 9                | 13               | 66               | 18      | 0       | 1       | 1       | 12      |
| 2000–01      | «Філадельфія Флаєрс»              | НХЛ          | 73               | 2                | 12               | 14               | 48               | 6       | 1       | 0       | 1       | 8       |
| 2001–02      | «Філадельфія Флаєрс»              | НХЛ          | 77               | 4                | 10               | 14               | 30               | 5       | 0       | 0       | 0       | 2       |
| 2002–03      | «Філадельфія Флаєрс»              | НХЛ          | 67               | 1                | 6                | 7                | 36               | 13      | 0       | 2       | 2       | 2       |
| 2003–04      | «Філадельфія Фентомс»             | АХЛ          | 2                | 0                | 0                | 0                | 0                | —       | —       | —       | —       | —       |
| 2003–04      | «Філадельфія Флаєрс»              | НХЛ          | 56               | 1                | 9                | 10               | 50               | —       | —       | —       | —       | —       |
| 2003–04      | «Даллас Старс»                    | НХЛ          | 11               | 0                | 0                | 0                | 2                | 5       | 2       | 0       | 2       | 0       |
| 2005–06      | «Філадельфія Флаєрс»              | НХЛ          | 47               | 0                | 4                | 4                | 34               | —       | —       | —       | —       | —       |
| Усього в НХЛ | Усього в НХЛ                      | Усього в НХЛ | 764              | 29               | 130              | 159              | 585              | 104     | 4       | 10      | 14      | 68      |

### Збірна
| Рік              | Команда          | Турнір           | І | Г | П | О | ШХ |
| ---------------- | ---------------- | ---------------- | - | - | - | - | -- |
| 1994             | Канада           | ОІ               | 4 | 0 | 0 | 0 | 4  |
| Молодіжна збірна | Молодіжна збірна | Молодіжна збірна | 4 | 0 | 0 | 0 | 4  |